# Panneau de fibres dur
Pour les articles homonymes, voir HDF.

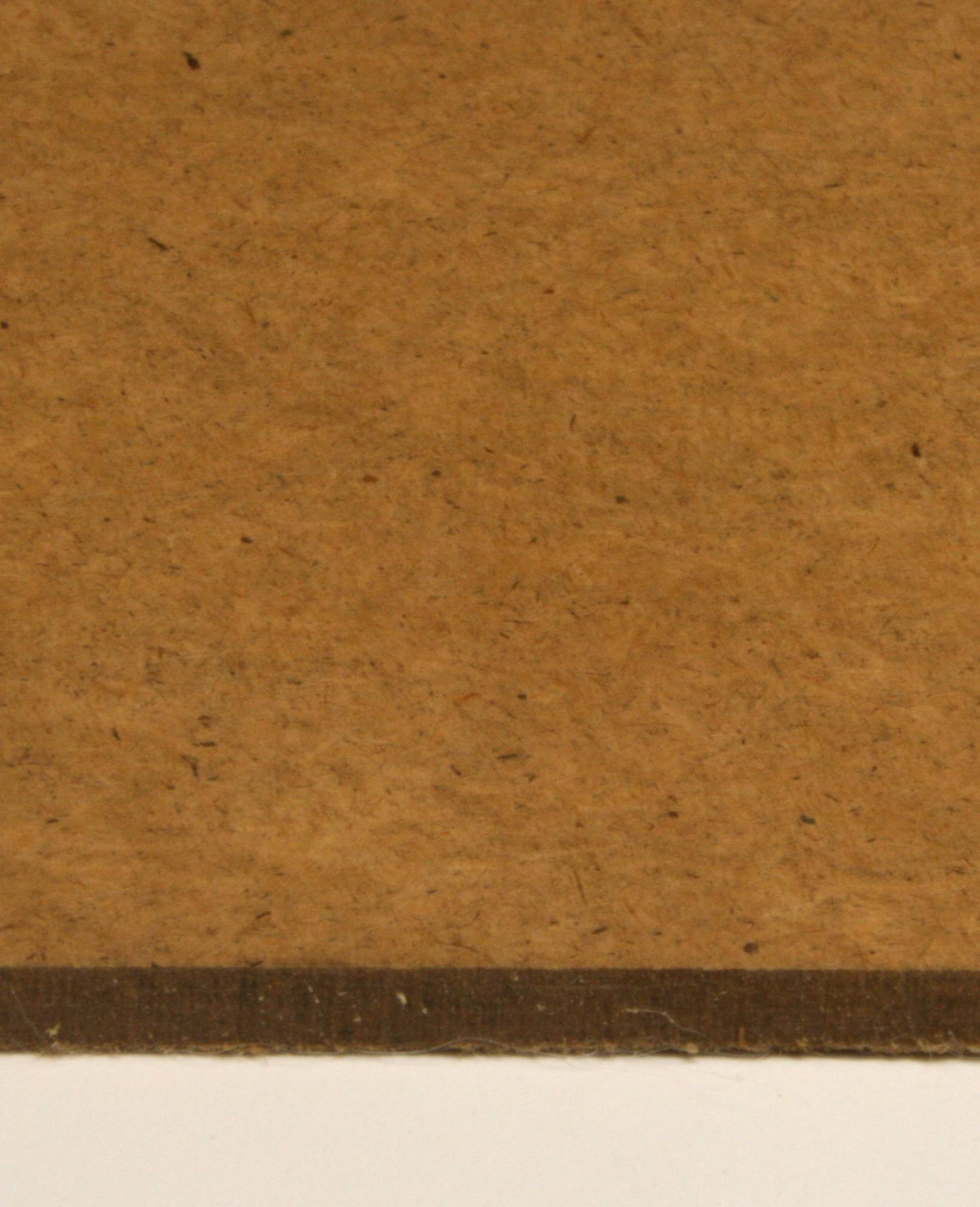
Une section d'un panneau de fibres dur

Un panneau de fibres dur ou plus simplement un panneau dur (en anglais, Masonite, Hardboard, High-density fiberboard ou HDF) est un panneau de fibres de bois à haute densité dont la masse volumique est supérieure à 0,9 g/cm3.

## Fabrication
Les panneaux de fibres durs sont fabriqués selon le procédé par voie humide : les fibres lignocellulosiques se lient entre elles par des liaisons naturelles de type pont hydrogène lors du rapprochement des fibres par séchage à haute température et sous forte pression. Ce procédé suit les étapes suivantes : défibrage des morceaux de bois pour former des fibres, mélange des fibres avec de l'eau, formation du « gâteau », essorage, pressage et enfin mise à dimension.

## Propriétés
Les panneaux de fibres durs ont généralement une épaisseur entre 3 et 6 mm. Ils présentent une face lisse et une face rugueuse. Ils sont bon marché.

## Applications
Les panneaux de fibres durs sont utilisés comme panneaux arrières des meubles de rangement, fonds de caisses, parois de portes planes, cloisons sur ossature. 

## Produits commerciaux
Les panneaux de fibres durs sont vendus, entre autres, sous le nom commercial d'Isorel de Tarnaise des Panneaux SAS et de Masonite de Masonite International.  En Belgique il y avait le nom commercial d'Unalit.